# Prix Gaudí 2025
La 17e cérémonie des Prix Gaudí, organisée par l'Académie du cinéma catalan, se déroule le 18 janvier 2025 et récompense les productions de cinéma catalan sorties en 2024.
Les nominations sont annoncées en décembre 2024.
Le film El 47 de Marcel Barrena remporte sept prix dont ceux du meilleur film, de la meilleure actrice et du meilleur acteur dans un second rôle.

## Palmarès

### Meilleur film en langue catalane
- El 47 de Marcel Barrena
  - Casa en flames de Dani de la Orden
  - Salve Maria de Mar Coll
  - Mamífera (es) de Liliana Torres

### Meilleur film en langue non-catalane
- Polvo serán de Carlos Marqués-Marcet
  - Los pequeños amores (es) de Celia Rico Clavellino
  - Los destellos de Pilar Palomero
  - Le Retour de Saturne (Segundo Premio) de Isaki Lacuesta et Pol Rodríguez

### Meilleur réalisateur
- Isaki Lacuesta et Pol Rodríguez pour Le Retour de Saturne (Segundo Premio)
  - Dani de la Orden pour Casa en flames
  - Marcel Barrena pour El 47
  - Carlos Marqués-Marcet pour Polvo serán

### Meilleur nouveau réalisateur
- Celia Giraldo (es) pour Un lugar común (es)
  - Clara Serrano Llorens et Gerard Simó Gimeno  pour L'edat imminent
  - Miguel Faus (es) pour Calladita
  - Mònica Cambra et Ariadna Fortuny pour Un sol radiant (es)

### Meilleur scénario original
- Eduard Sola pour Casa en flames
  - Isaki Lacuesta et Pol Rodríguez pour Le Retour de Saturne (Segundo Premio)
  - Marcel Barrena et Alberto Marini pour El 47
  - Carlos Marqués-Marcet et Coral Cruz  pour Polvo serán

### Meilleur scénario adapté
- Mar Coll et Valentina Viso pour Salve Maria
  - Pilar Palomero pour Los destellos
  - Miguel Faus (es) pour Calladita
  - Ibai Abad et Elisenda Gorgues pour La leyenda del Escanyapobres (es)

### Meilleure actrice
- Emma Vilarasau pour Casa en flames
  - Ángela Molina pour Polvo serán
  - María Rodríguez Soto pour Mamífera (es)
  - Patricia López Arnaiz pour Los destellos

### Meilleur acteur
- Eduard Fernández pour El 47
  - Alberto San Juan pour Casa en flames
  - Alfredo Castro pour Polvo serán
  - Enric Auquer (es) pour Mamífera (es)

### Meilleure actrice dans un second rôle
- Clara Segura pour El 47
  - Adriana Ozores pour Los pequeños amores (es)
  - Betsy Túrnez (es) pour El 47
  - María Rodríguez Soto pour Casa en flames

### Meilleur acteur dans un second rôle
- Enric Auquer (es) pour Casa en flames
  - David Verdaguer pour El 47
  - Carlos Cuevas pour El 47
  - Antonio de la Torre pour Los destellos
  - Oriol Pla pour Salve Maria

### Meilleure révélation
- Laura Weissmahr pour Salve Maria
  - Aimar Vega pour Los pequeños amores (es)
  - Mireia Vilapuig pour La leyenda del Escanyapobres (es)
  - Zoe Bonafonte (ca) pour El 47

### Meilleur film documentaire
- Diari de la meva sextorsió
  - La fugida
  - La Joia: Bad Gyal
  - Sau: la memòria submergida

### Meilleur film d'animation
- Papillons noirs de David Baute
  - Buffalo Kids de Juan Jesús García Galocha
Pedro Solís García
  - Dàlia i el llibre vermell
  - Rock Bottom de María Trénor

### Meilleur court métrage
- El príncep
  - Cura Sana
  - Dol i fa sol
  - Els buits

### Meilleure direction de production
- Carlos Apolinario pour El 47
  - Carlos Amoedo pour Le Retour de Saturne (Segundo Premio)
  - Laia Gómez Roig pour Casa en flames
  - Mayca Sanz et Andrés Mellinas pour Polvo serán

### Meilleure direction artistique
- Laia Ateca pour Polvo serán
  - Irene Montcada pour La abadesa (es)
  - Marta Bazaco pour El 47
  - Núria Guàrdia Allué pour Casa en flames

### Meilleure photographie
- Takuro Takeuchi pour Le Retour de Saturne (Segundo Premio)
  - Isaac Vila pour El 47
  - Gabriel Sandru pour Casa en flames
  - Nilo Mur Zimmerman (ca) pour Salve Maria

### Meilleure musique
- Maria Arnal pour Polvo serán
  - Arnau Bataller pour El 47
  - Maria Chiara Casà pour Casa en flames
  - Zeltia Montes pour Salve Maria

### Meilleur montage
- Chiara Dainese pour Polvo serán
  - Alberto Gutiérrez pour Casa en flames
  - Aina Calleja pour Salve Maria
  - Nacho Ruiz Capillas pour El 47

### Meilleurs costumes
- Olga Rodal et Irantzu Ortiz pour El 47
  - Catherine Marchand i Pau Aulí pour La abadesa (es)
  - Pau Aulí pour Polvo serán
  - Lourdes Fuentes pour Le Retour de Saturne (Segundo Premio)

### Meilleur maquillage
- Karol Tornaria pour El 47
  - Anna Álvarez de Sardi et Maribel Bernales pour Casa en flames
  - Natalia Albert et Marta Xipell pour Polvo serán
  - Yolanda Piña et Inés Díaz pour Le Retour de Saturne (Segundo Premio)

### Meilleurs effets visuels
- Laura Canals et Iván López Hernández pour El 47
  - María Magnet, Marion Delgado, Iñaki Gil "Ketxu" et Sebastien Launay pour Le Retour de Saturne (Segundo Premio)
  - Diana Cuyàs pour Polvo serán
  - Lluís Rivera Jove, Xavi Molas et Laura Pedro pour Casa en flames

### Meilleur son
- Diana Sagrista, Alejandro Castillo, Eva Valiño et Antonin Dalmasso pour Le Retour de Saturne (Segundo Premio)
  - Elena Coderch, Sarah Romero, Oriol Tarragó et Marc Bech pour Casa en flames
  - Eva Valiño, Fabiola Ordoyo et Yasmina Praderas pour El 47
  - Xavier Lavorel, Maya Baur, Kathleen Moser et Denis Séchaud pour Polvo serán

### Prix d'honneur
- Paco Poch (ca)

### Prix du public
- El 47 de Marcel Barrena

## Statistiques

### Nominations multiples
18 : El 47
14 : Casa en flames, Polvo serán
9 : Le Retour de Saturne (Segundo Premio)
7 : Salve Maria
4 : Los destellos
3 : Mamífera (es), Los pequeños amores (es)
2 : La leyenda del Escanyapobres (es), La abadesa (es), Calladita

### Récompenses multiples
7 : El 47
4 : Polvo serán
3 : Casa en flames, Le Retour de Saturne (Segundo Premio)
2 : Salve Maria